# Happy (Teksas)
Happy je gradić u američkoj saveznoj državi Teksas. Prema popisu stanovništva iz 2010. u njemu je živjelo 678 stanovnika.